# ホガエリガヤ
ホガエリガヤ(Brylkinia caudata)はイネ科の植物の1つ。真っ直ぐに伸びた穂の軸から長い芒のある小穂が半ば垂れ下がるようにつく。1属1種の植物である。

## 特徴
ほぼ真っ直ぐに立つ多年生の草本。地下に長く根茎を引き、地上の茎はほとんどの場合に単独に出る。稈の基部は横に寝るが、その部分は短くてそれより先は立ち上がり、高さ20～40cmになる。葉鞘は両側の縁が癒合して完全な筒を形成し、葉舌は背が低くてほとんど見えない。葉身は長さ15～20cm、幅2～5mmで、深緑色で無毛。
花期は5～7月。花序は総状花序で、その軸は直立して長さ8～20cmあり、互いに間を置いて1個ずつ10～15個の小穂があり、斜め下向きについている。花序の軸は断面が4稜形をしており、小穂はその相対する面に交互に配置する。小穂の柄は長さ5mmほどで、剛毛が密生しており、その基部には関節があって成熟後には小穂と共に脱落する。この柄は花序の中軸の近くで曲がり、そのために小穂は下を向くことになる。小穂は長さ12～15mm、緑色でとても扁平になっている。小穂には3個の小花を含むが、最上の1花のみが完全となっている。包頴1対はほぼ同じ形で、大きさがやや異なり、第2包頴がやや大きい。包頴の形は狭披針形で先端は鋭くなっているが芒はない。第1小花と第2小花は退化して護頴のみが残る。これらの護頴は5脈があり、中央脈に沿って竜骨を形成し、その先端は伸びて芒となっている。第3小花は完全で両性花となっており、その護頴は5本の脈を持ち、中央脈に沿って竜骨を形成し、その先端は長い芒となる。芒の基部近くにはその左右に小さな2本の歯状突起があり、また芒の長さは護頴そのものの長さに等しいか、あるいはその1.5倍にもなる。内頴は膜質で、その長さは護頴の半分ほどで、2本の竜骨がある。雄蕊は3本あり、葯の長さは3mmほど。果実は肥厚し、穎と合着はしない。
和名は穂返り茅の意味で、小穂が下向きにまで反りかえっている様子によるものである。

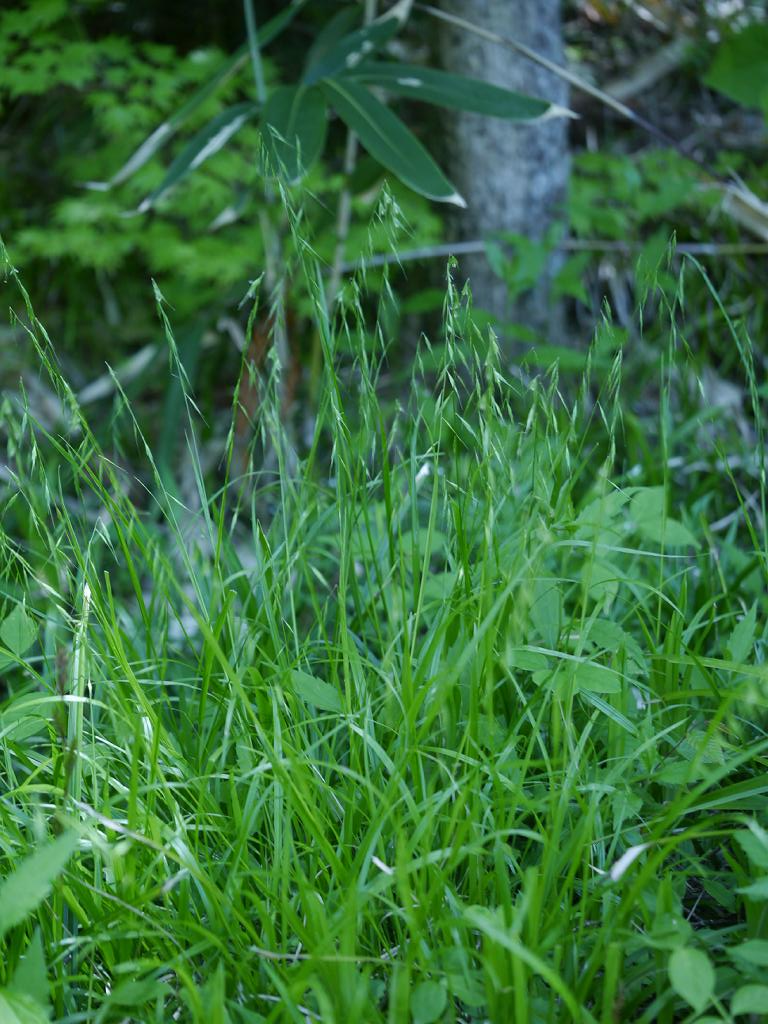
群生している様子
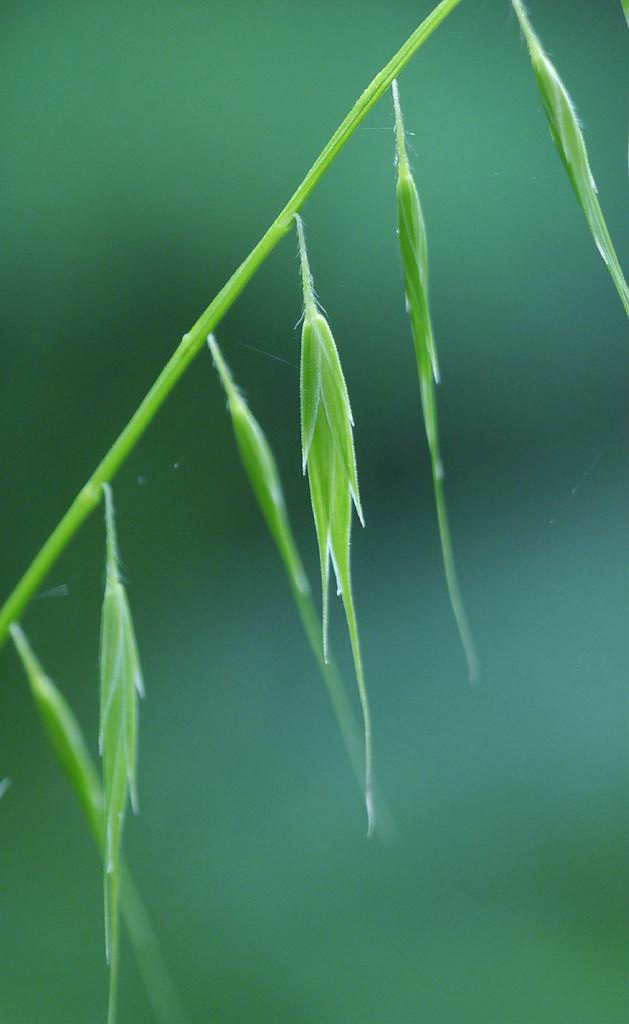
小穂の拡大

## 分布と生育環境
日本では北海道から九州まで、国外ではサハリン、中国東北部、千島列島に分布する。
温帯域の森林に生育するものである。山地の樹陰に生える。

## 分類
本種は世界に1属1種とされ、同属の種は他にない。佐竹他(1982)では属の特徴として以下のようなものを挙げている。
- 小穂には短毛のある細く短い柄があり、下垂し、柄と共に脱落し、扁平。小花の間の軸に関節はない。頴は緑色で洋紙質で、内に折れ、竜骨と脈がある。包頴は2個で小さい。小花は3つだが、下の2つは護頴のみ残して退化し、最上の小花のみが完全で両性花。護頴の背面には狭い翼があり、先端は直立する芒となる。

イネ科の中での位置づけとしてはイチゴツナギ亜科に含めるところまではともかく、その下での位置については諸説あったが大井は1942年に独立のホガエリガヤ連 Brylkininae を立てた。近年の分子系統の情報を含めた判断としては、本種に近縁なものとして Koordersiochloa が挙げられ、この属と本種をホガエリガヤ連に収める、あるいはやはり本種を単独の連とするなど判断の分かれる部分もあるが、いずれにせよコメガヤ連 Meliceae と近縁であることが強く示され、まとめてコメガヤ上連 Melicodae を立てる説などが示されている。

## 類似種
本種の外形も特異であり、花序が総状で、3小花、扁平で2本の長い芒のある小穂が短い柄で垂れ下がったような形になっているという点で同定は容易である。
細長い小穂に長い芒を持ち、総状に、あるいはそのように見える姿にそれを並べるものにはナギナタガヤ Vulpia myuros やカモジグサ属 Elymus などがあるが、いずれも小穂は花序の主軸に沿って上向きに伸びる。

## 保護の状況
環境省のレッドデータブックでは指定がないが、都府県別では九州の福岡県、熊本県で絶滅危惧I類、宮崎県では絶滅とされており、また大分県も情報不足としており、南限地域だけに希少であることがうかがわれる。それ以北では東京都、石川県、新潟県で指定があるがランクは高くない。